# Chrysoula Anagnostopoulou
Chrysoula Anagnostopoulou (griechisch Χρυσούλα Αναγνωστοπούλου * 27. August 1991 in Larisa) ist eine griechische Leichtathletin, die sich auf den Diskuswurf spezialisiert hat.

## Sportliche Laufbahn
Erste Erfahrungen bei internationalen Meisterschaften sammelte Chrysoula Anagnostopoulou im Jahr 2007, als sie bei den Jugendweltmeisterschaften in Ostrava mit einer Weite von 42,24 m den zehnten Platz im Diskuswurf belegte. Anschließend erreichte sie beim Europäischen Olympischen Jugendfestival (EYOF) in Belgrad mit 42,64 m Rang acht. 2009 wurde sie bei den Junioreneuropameisterschaften in Novi Sad mit 45,95 m Neunte und im Jahr darauf schied sie bei den Juniorenweltmeisterschaften im kanadischen Moncton mit 47,66 m in der Qualifikation aus. 2011 gewann sie bei den Balkan-Meisterschaften in Sliwen mit 51,74 m die Bronzemedaille und kurz darauf gelangte sie bei den U23-Europameisterschaften in Ostrava mit 53,43 m auf Rang vier. 2012 siegte sie dann bei den Balkan-Meisterschaften in Eskişehir mit einem Wurf auf 56,82 m und im Jahr darauf gewann sie bei den Mittelmeerspielen in Mersin mit 55,01 m die Bronzemedaille hinter der Kroatin Sandra Perković und Dragana Tomašević aus Serbien. Anschließend belegte sie bei den U23-Europameisterschaften in Tampere mit 55,05 m den fünften Platz und gewann bei den Balkan-Meisterschaften in Stara Sagora mit 53,81 m die Silbermedaille. Auch bei den Balkan-Meisterschaften 2014 in Pitești gewann sie mit 53,38 m die Silbermedaille und startete danach bei den Europameisterschaften in Zürich, bei denen sie mit 51,08 m in der Qualifikation ausschied. 2015 siegte sie mit 54,87 m bei den Balkan-Meisterschaften in Pitești und verpasste anschließend bei den Weltmeisterschaften in Peking mit 58,20 m den Finaleinzug. Daraufhin wurde sie bei den Militärweltspielen im südkoreanischen Mungyeong mit 55,09 m Fünfte. Im Jahr darauf verteidigte sie bei den Balkan-Meisterschaften in Pitești mit 59,76 m ihren Titel und belegte anschließend mit 59,23 m den neunten Platz bei den Europameisterschaften in Amsterdam. Daraufhin nahm sie an den Olympischen Sommerspielen in Rio de Janeiro teil und schied dort mit 54,84 m in der Qualifikation aus.
2017 gewann sie bei den Balkan-Meisterschaften in Novi Pazar mit 58,05 m die Silbermedaille und anschließend schied sie bei den Weltmeisterschaften in London mit 56,91 m in der Vorrunde aus. Im Jahr darauf gewann sie bei den Mittelmeerspielen in Tarragona mit einer Weite von 58,85 m erneut die Bronzemedaille hinter der Kroatin Sandra Perković und Liliana Cá aus Portugal. Anschließend gewann sie bei den Balkan-Meisterschaften in Stara Sagora mit 58,67 m die Silbermedaille und belegte dann bei den Europameisterschaften in Berlin mit 57,34 m den zehnten Platz. 2019 schied sie bei den Weltmeisterschaften in Doha mit 59,91 m in der Qualifikation aus und gewann anschließend bei den Militärweltspielen in Wuhan mit einem Wurf auf 58,27 m die Bronzemedaille hinter der Chinesin Feng Bin und Fernanda Martins aus Brasilien. 2021 siegte sie mit 59,87 m ein weiteres Mal bei den Balkan-Meisterschaften in Smederevo. Im August startete sie bei den Olympischen Sommerspielen in Tokio und verpasste dort mit 59,18 m den Finaleinzug.
2022 gewann sie bei den Balkan-Meisterschaften in Craiova mit 57,99 m die Silbermedaille hinter der Serbin Dragana Tomašević und anschließend schied sie bei den Weltmeisterschaften in Eugene mit 58,15 m in der Qualifikationsrunde aus. Daraufhin gelangte sie bei den Europameisterschaften in München mit 56,10 m auf Rang zwölf.
In den Jahren von 2011 bis 2022 wurde Anagnostopoulou immer griechische Meisterin im Diskuswurf.